# Politieke partijen in Macau
Macau is een staat waarin politieke partijen nauwelijks een rol spelen. Toch zijn er veel burgerinitiatieven, waardoor er toch verkiezingen zijn. Bij de laatste verkiezingen deden mee:
- Aliança para Desenvolvimento de Macau (Alliantie voor de ontwikkeling van Macau)
- Associação de Apoio à Comunidade e Proximidade do Povo (Vereniging voor het Helpen van de gemeenschap en verplichting met het volk)
- Associação Novo Macau Democrático (Vereniging voor een Nieuw Democratisch Macau)
- Associação dos Cidadãos Unidos de Macau (Verenigd Burgers Genootschap van Macau)
- Associação Pela Democracia e Bem-estar Social de Macau (Vereniging voor Democratie en  sociaal welzijn van Macau)
- Associação Visão de Macau (Visie Macau)
- Convergência para o Desenvolvimento (Convergentie voor Ontwikkeling)
- Nova Esperança (Nieuwe Hoop)
- Nova Juventude de Macau (Nieuwe Jeugd van Macau)
- União Geral para O Bem-querer de Macau (Algemene Unie voor het goede van Macau)
- União para o Desenvolvimento (Unie voor Ontwikkeling)
- União Promotora para o Progresso (Unie ter Bevordering van Progressie)